# راديو ماد
راديو ماد هي إذاعة تونسية جامعة خاصة تبث من نابل ويشمل البث ولاية نابل وتونس العاصمة وبعض مدن الساحل يملكها رجل الأعمال زهير الصيد.

## التأسيس
خصص رجل الأعمال زهير الصيد ثلاث مليون دينار لتأسيس الإذاعة وألقى علاء الشابي والمنصف السويسي الكلمة الافتتاحية. من بين مذيعيها سفيان بن فرحات وسليم الصنهاجي.

## وصلات خارجية
- الموقع الرسمي